# Mark Pedersen

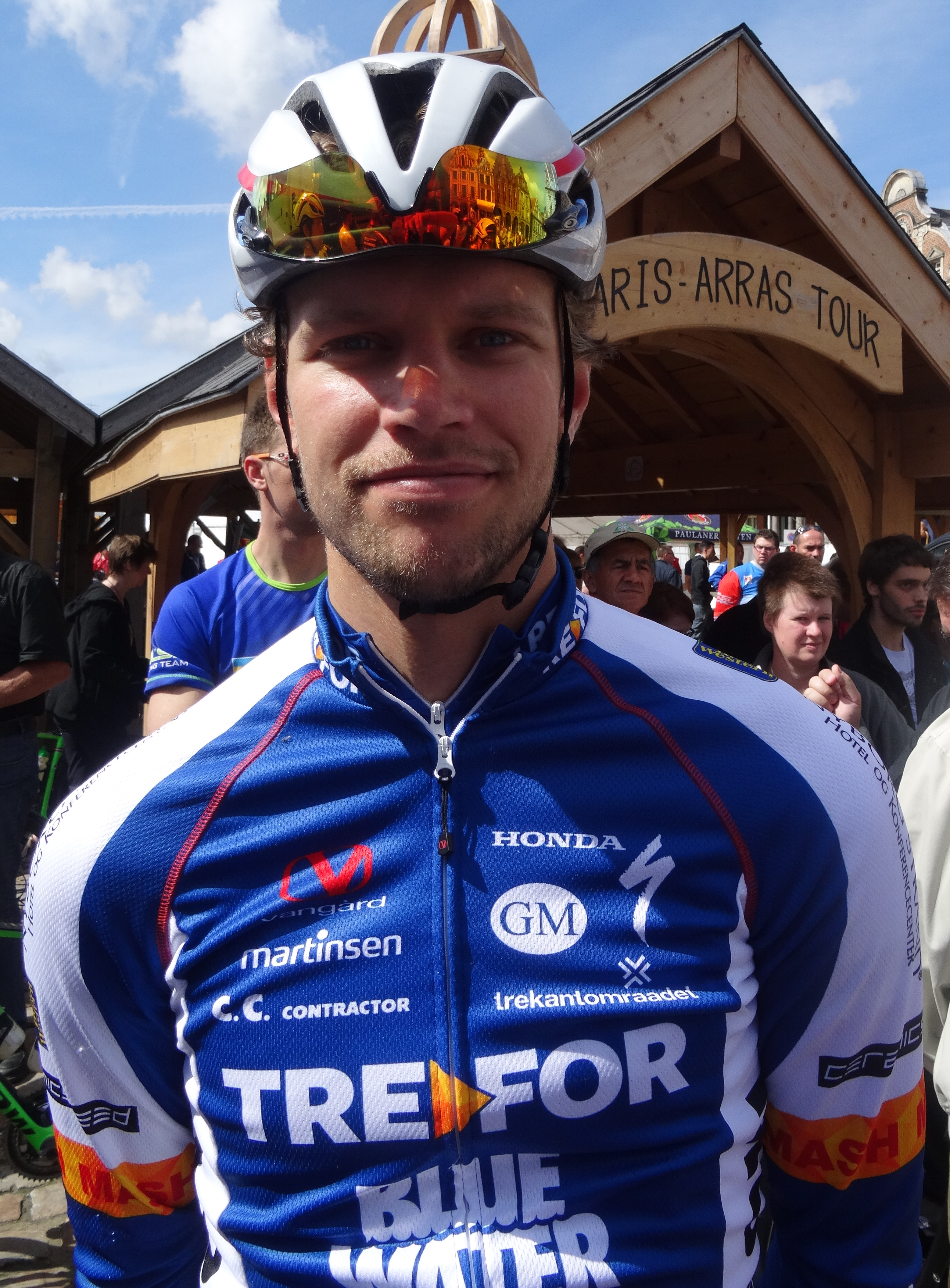
Mark Pedersen (2014)

Mark Sehested Pedersen (* 6. November 1991 in Kalundborg) ist ein dänischer Bahn- und Straßenradrennfahrer.
Mark Pedersen gewann 2007 das belgische Eintagesrennen Omloop Het Nieuwsblad in der Anfänger-Klasse. Im nächsten Jahr wurde er dänischer Meister im Teamzeitfahren der Jugendklasse. Seit 2012 fährt Pedersen für das dänische Continental Team Blue Water Cycling. In seinem ersten Jahr dort gewann er eine Etappe beim An Post Rás. 

## Erfolge
2012
- eine Etappe An Post Rás

## Teams
- 2010 Team Reelight-Cube
- 2011 BikeToyz U23 Racing
- 2012 Blue Water Cycling
- 2013 Blue Water Cycling
- 2014 Team TreFor-Blue Water
- 2015 Team TreFor-Blue Water